# اوربان چهارم
پاپ اوربان چهار (به انگلیسی: Urban IV) یکی از پاپ‌های کلیسای کاتولیک رم بود که در فرانسه به دنیا آمد و از ۱۲۶۱ تا ۱۲۶۴ میلادی پاپ بود.